# Hvězdy typu RR Lyrae
Hvězdy typu RR Lyrae jsou skupinou pulsujících proměnných hvězd, někdy též označovaných jako krátkoperiodické cefeidy nebo proměnné kulových hvězdokup, protože byly poprvé objeveny v kulových hvězdokupách. Typická hvězda, RR Lyrae, byla jako první objevena mimo hvězdokupu. Hvězdy RR Lyrae jsou obři populace II, spadající do spektrálních tříd A a F. Mají periodu od 0,2 do 1,2 dne (nejčastěji 9 a 17 hod) a amplitudu v rozmezí 0,2 mag až 2,0 mag. Jejich světelné křivky většinou rychle dosahují maxima za dobu kratší, než činí desetina z celkové periody. Minima trvají poměrně dlouho, takže po dobu několika hodin zůstává zdánlivá hvězdná velikost přibližně konstantní. Absolutní hvězdná velikost všech hvězd typu RR Lyrae je okolo +0,5 mag, takže je možno je používat jako světelné zdroje o standardní jasnosti při určování vzdálenosti.